# ZLAN
La ZLAN est une compétition d'esport annuelle en réseau local (LAN party ou LAN) sur de multiples jeux (multigaming). La compétition est lancée et organisée par le streameur français ZeratoR et son associé Alexandre Dachary (dit « Dach ») en 2019. Il a créé la compétition car à cette époque aucune LAN française ne l'intéressait, et il souhaitait créer un événement multigaming à son image. Sur un format identique, deux éditions du GamePass Challenge, sponsorisées par le Xbox Game Pass, se jouent en 2019 et 2021.
L'ensemble des éditions se déroulent en France, à Arles en 2019, Lyon entre 2020 et 2023, puis Montpellier depuis 2024. La ZLAN se tient normalement au printemps, à part l'édition 2020, qui se joue au mois d'août en raison du premier confinement lié à la pandémie de Covid-19. Le GamePass Challenge se tient quant à lui plus tard dans l'année, en décembre 2019 pour la première édition, puis août 2021 pour la deuxième.
La cagnotte est d'environ 50 000 € et le nombre de participants autour de 200 pour les ZLAN, et de 30 000 € avec 96 participants pour les GamePass Challenge.

## Format
Les participants à l'évènement sont pour moitié des streamers Twitch sélectionnés et pour moitié des joueurs amateurs tirés au sort. Depuis l'édition 2023, il y a également des qualifications.
Durant un week-end, la compétition se joue sur une dizaine de jeux, auxquels s'ajoutent une épreuve plus atypique et un « jeu mystère » dévoilé au dernier moment. L'esprit de l'événement repose notamment sur le choix des jeux, dont la majorité est peu voire pas du tout jouée en compétition.

## ZLAN

### Historique
La première édition a lieu les 11 et 12 mai 2019 en Arles. Elle rassemble 196 joueurs qui s'affrontent en duos sur dix jeux vidéo et une épreuve de dictée pour un gain total de 50 000 euros. Elle a vu la victoire du duo composé de Wingobear et Nykho.
La seconde édition se tient du 28 au 30 août 2020 à Lyon. Elle confronte cette fois 178 joueurs en duos sur dix jeux vidéo et une épreuve de calcul mental ; c'est l'équipe composée de Skyyart et de Slide qui remporte la compétition devant plus de 160 000 spectateurs. La compétition est suivie en moyenne par 135 000 spectateurs, avec un pic d'audience à 205 000 spectateurs.
La troisième édition se tient du 4 au 6 juin 2021 et, pour la première fois, les équipes sont composées de trois joueurs. 192 joueurs se sont disputés le cash-prize. La compétition voit la victoire du trio composé de KennyStream, Etoiles et Khalen (Team KEK) devant plus de 200 000 spectateurs. La compétition est suivie en moyenne par 175 000 spectateurs, avec un pic d'audience à 250 000 spectateurs.
La quatrième édition se déroule du 8 au 10 avril 2022. Les équipes sont à nouveau constituées de trois joueurs. La compétition est remportée par l'équipe Gools, rassemblant les joueurs Leaf, Shuh et Oslo,. Elle est suivie par 185 000 spectateurs en moyenne, avec un pic d'audience à 325 000 spectateurs.
La cinquième édition se déroule le 9 avril 2023 (qualifications) et du 12 au 14 mai 2023 (phase finale). Pour la première fois dans l'histoire de la compétition, cette édition se joue en solo. La compétition est remportée par Lockness06.
Une sixième édition a lieu le 20 avril 2024 (qualifications) et du 10 au 12 mai 2024 (phase finale). À l'instar de l'édition précédente, celle-ci se joue également en solo. Pour la seconde fois, Lockness06 remporte la compétition, ce qui fait de lui le premier joueur à remporter deux éditions de la ZLAN.
La septième édition a lieu le 29 mars 2025 (qualifications) et du 18 au 20 avril 2025 (phase finale). Elle se joue en duo, comme les deux premières éditions. La compétition est remportée par le duo composé de Cyqop et Nykho, ce dernier devenant le deuxième joueur à remporter deux éditions de la ZLAN.

### Tableau récapitulatif des éditions
| N° | Édition | Date et lieu                                                                                | Jeux | Gains    | Nombre de participants | Vainqueur(s)                              | Score de la finale | Finaliste(s)                               |
| -- | ------- | ------------------------------------------------------------------------------------------- | --- | -------- | ---------------------- | ----------------------------------------- | ------------------ | ------------------------------------------ |
| 1  | 2019    | 11 et 12 mai 2019 à Arles                                                                   | World of Warcraft: Battle for Azeroth, TrackMania Stadium, H1Z1, Minecraft, Disc Jam, StarCraft 2: Wings of Liberty, Worms W.M.D, Portal 2, Super Smash Bros. Ultimate, Super Bomberman R (jeu surprise), dictée (développée spécialement pour l'évènement)                                        | 50 000 € | 196 joueurs (98 duos)  | Wingobear et Nykho                        | 4-2                | Titatitutu et Wackamat                     |
| 2  | 2020    | 28 au 30 août 2020 à Lyon                                                                   | Worms W.M.D, Minecraft, ShootMania Storm, Heave Ho, Age of Empire II: Definitive Edition, Golf It, PUBG, Overcooked 2, Civilization VI, Tiercé de fête foraine (jeu surprise), calcul mental (développé spécialement pour l'évènement)                                                             | 50 000 € | 178 joueurs (89 duos)  | Skyyart et Slide                          | 4-1                | KennyStream et Khalen                      |
| 3  | 2021    | 4 au 6 juin 2021 à Lyon                                                                     | Worms W.M.D, Quake Live, Trials Rising, Trackmania, Battlerite (Arena et Royale), Valheim, Farming Simulator 19, Warcraft III: Reforged, GeoGuessr, pétanque (jeu surprise) | 50 001 € | 192 joueurs (64 trios) | Khalen, Etoiles et KennyStream (Team KEK) | 4-1                | Slide, Skyyart et Leaf (SSL)               |
| 4  | 2022    | 8 au 10 avril 2022 à Lyon                                                                   | Rocket League, Worms W.M.D, Riders Republic, Pro Soccer Online, Fall Guys: Ultimate Knockout, Hot Wheels Unleashed (vote du public), Elden Ring, Apex Legends, Age of Empires IV, Zutom (adaptation du jeu télévisé Motus développée spécialement pour l'évènement), chamboule-tout (jeu surprise) | 51 015 € | 228 joueurs (76 trios) | Leaf, Shuh et Oslo (Team Gools)           | 4-1                | Nykho, Titatitutu et Taak (Team Mercatoed) |
| 5  | 2023    | 9 avril 2023 (qualifications) 12 au 14 mai 2023 (phase finale) à Lyon (Studio 24)           | Trackmania, Minecraft, Puzzle, Garry's Mod, Fall Guys, ShootMania Storm, You Suck at Parking, PowerWash Simulator, Valorant, Northgard, Golf Gang (vote du public), jeux d'arcade (jeu surprise).                                                                                                  | 52 023 € | 200 joueurs            | Lockness06                                | 4-1                | Oslo                                       |
| 6  | 2024    | 20 avril 2024 (qualifications) 10 au 12 mai 2024 (phase finale) à Montpellier (Zénith Sud)  | Slopecrashers, Trials Rising, Wreckfest, Kallax, MicroWorks, PUBG: Battlegrounds, StarCraft: Brood War, League of Legends, Celeste, Zuste Prize (adaptation du jeu télévisé Le Juste Prix), jeu surprise organisé autour des « Épreuves du conseil » du jeu télévisé Fort Boyard.                  | 52 024 € | 198 joueurs            | Lockness06                                | 4-0                | Leaf                                       |
| 7  | 2025    | 29 mars 2025 (qualifications) 18 au 20 avril 2025 (phase finale) à Montpellier (Zénith Sud) | Mini Royale, Ultimate Godspeed, Up Gun, V Rising, Party Animals, SpeedRunners, Chained Together, Warcraft III: Reforged, adaptation du jeu BOAT présenté par ZeratoR, lancer de hache (jeu surprise).                                                                                              | 52 025 € | 200 joueurs (100 duos) | Nykho et Cyqop                            | 4-3                | Fumi et SkieS                              |

### Palmarès
Le tableau suivant récapitule les accomplissements de chaque joueur pour l'ensemble des éditions de la ZLAN. Seuls les joueurs ayant atteint au moins une fois la finale y sont représentés.
| Rang | Joueur      | Titres (éditions) | Finales perdues (éditions) |
| ---- | ----------- | ----------------- | -------------------------- |
| 1    | Nykho       | 2 (2019, 2025)    | 1 (2022)                   |
| 2    | Lockness06  | 2 (2023, 2024)    | 0                          |
| 3    | Leaf        | 1 (2022)          | 2 (2021, 2024)             |
| 4    | Skyyart     | 1 (2020)          | 1 (2021)                   |
| 4    | Slide       | 1 (2020)          | 1 (2021)                   |
| 4    | KennyStream | 1 (2021)          | 1 (2020)                   |
| 4    | Khalen      | 1 (2021)          | 1 (2020)                   |
| 4    | Oslo        | 1 (2022)          | 1 (2023)                   |
| 9    | Wingobear   | 1 (2019)          | 0                          |
| 9    | Etoiles     | 1 (2021)          | 0                          |
| 9    | Shuh        | 1 (2022)          | 0                          |
| 9    | Cyqop       | 1 (2025)          | 0                          |
| 13   | Titatitutu  | 0                 | 2 (2019, 2022)             |
| 14   | Wackamat    | 0                 | 1 (2019)                   |
| 14   | Taak        | 0                 | 1 (2022)                   |
| 14   | Fumi        | 0                 | 1 (2025)                   |
| 14   | SkieS       | 0                 | 1 (2025)                   |

## GamePass Challenge
Pour le GamePass Challenge, la compétition se joue en 2019 et 2021 sur environ six jeux du Xbox Game Pass, auxquels s'ajoutent l'épreuve atypique et le « jeu mystère ». Une nouvelle formule mensuelle est lancée en 2024.
| Édition | Date et lieu                  | Jeux | Gains    | Nombre de participants | Vainqueurs        | Finalistes             |
| ------- | ----------------------------- | --- | -------- | ---------------------- | ----------------- | ---------------------- |
| 1       | 14 et 15 décembre 2019 à Lyon | Forza Horizon 4, Worms W.M.D, Minecraft, Rocket League, Age of Empires II, Sea of Thieves, Human Fall Flat                                                   | 30 000 € | 96 joueurs (48 duos)   | Skyyart et Gaspow | Fry et CSolas          |
| 2       | 29 et 30 août 2021 à Lyon     | Knockout City, Halo 2, Overcooked 2, Worms W.M.D, Minecraft, Pikuniku, Excel (développé spécialement pour l'évènement), préparation de crêpes (jeu surprise) | 30 000 € | 96 joueurs (48 duos)   | Leaf et Shuh      | Helliodar et FrezzFiRe |